# Caccia ai grandi felini

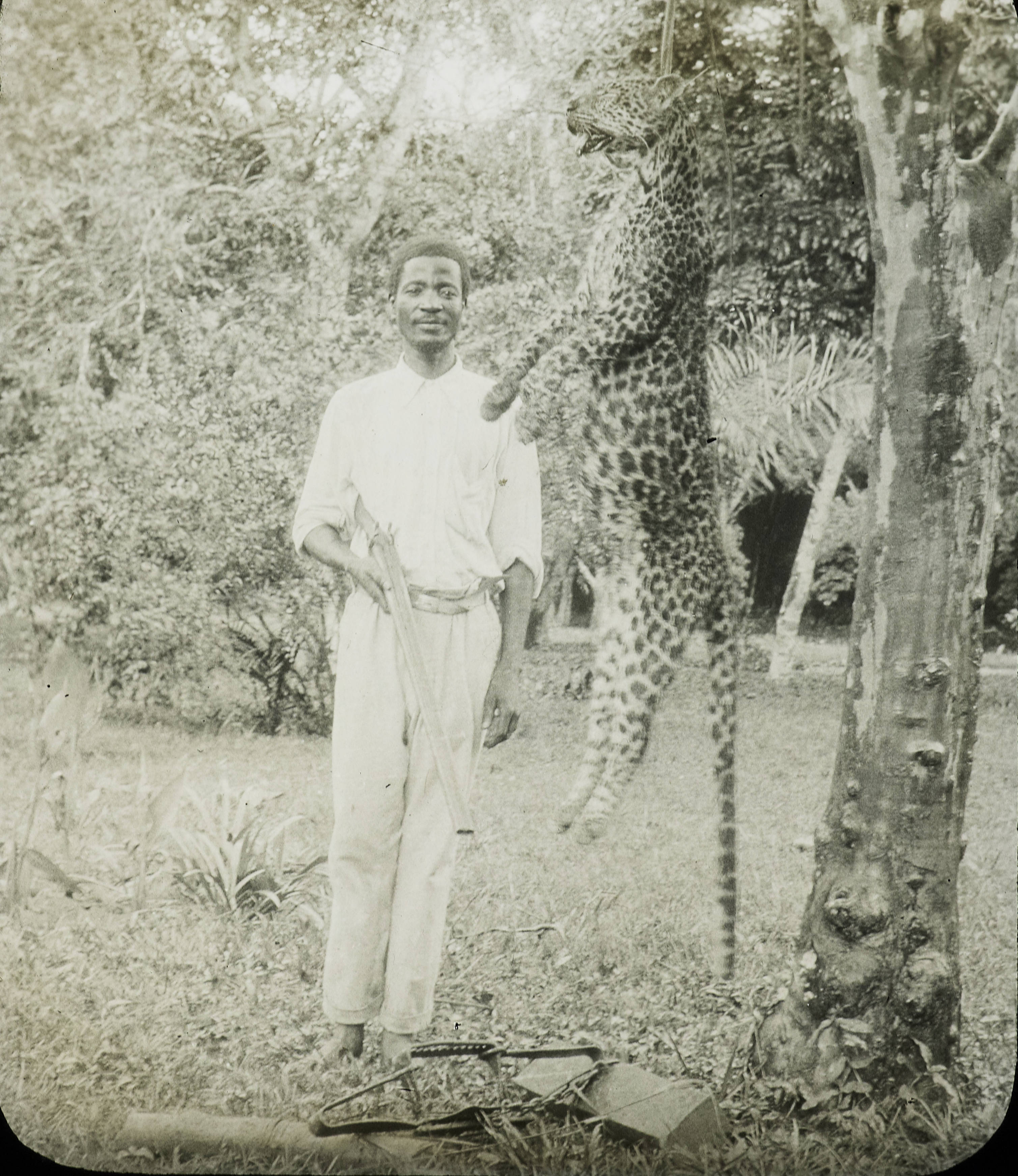
Un cacciatore in posa accanto a un leopardo femmina catturata in Repubblica del Congo intorno al 1900-1915.

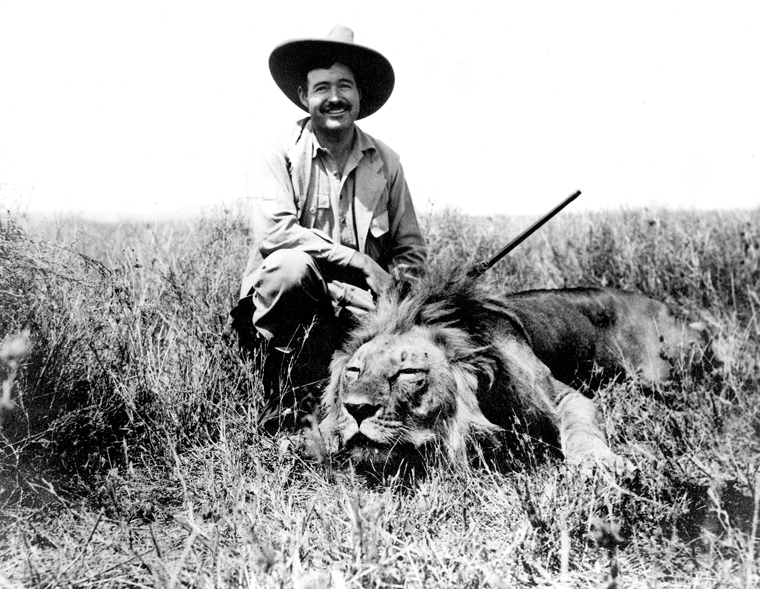
Ernest Hemingway posa accanto a un leone maschio abbattuto durante un safari nel 1934.

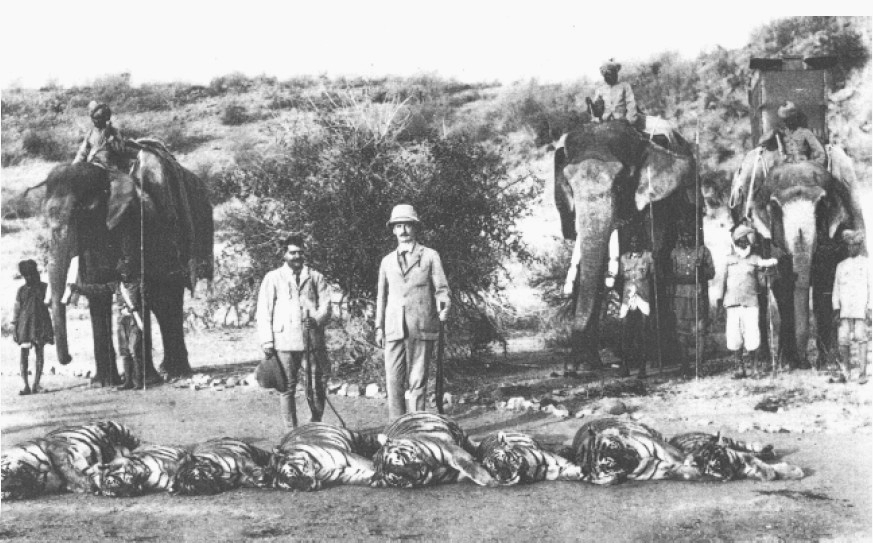
Cacciatori posano accanto a delle tigri uccise in una battuta di caccia intorno al 1935.

Per caccia ai grandi felini si intende una particolare tipologia di caccia grossa che interessa i grandi felini, e principalmente il leone, la tigre e il leopardo.

## Le prede
Questi tre felini sono i più grandi rappresentanti (assieme al puma e al giaguaro) della famiglia dei felidi. Vivono tutti e tre nel Vecchio Mondo: la tigre è endemica dell'Asia, il leone è tipico dell'Africa ma vive con una piccola popolazione in India (ultimo residuo di una popolazione asiatica un tempo ben più vasta), e il leopardo è ampiamente diffuso in entrambi i continenti. Possiedono una grossa testa, una corporatura muscolosa e potente, zampe corte e massicce, dentatura forte con lunghi canini e affilati carnassiali, code lunghe che fungono da stabilizzatori dell'equilibrio, vibrisse sensibili, sensi molto sviluppati e artigli retrattili, ideali per graffiare e afferrare (e trattenere) le prede. Sono molto veloci e agili, nonostante le grandi dimensioni: la tigre, che è la più grande (3 m di lunghezza×300 kg di peso) può raggiungere la velocità di 55-60 km/h e spiccare balzi di 10 m di lunghezza; il leone, dei tre il meglio adattato a vivere in spazi aperti come le savane e le praterie, è di poco inferiore alla tigre in quanto a dimensioni (2,50 m di lunghezza×250 kg di peso) e può raggiungere la velocità di 65-70 km/h, spiccando balzi che possono raggiungere gli 11 m; infine il leopardo, il più piccolo (1,90 m di lunghezza×90 kg di peso), può raggiungere la velocità di 65 km/h e spiccare incredibili balzi che possono raggiungere la lunghezza di 12,5-13 m. Sono ottimi cacciatori, specializzati in ungulati di taglia medio-grande; preferiscono cacciare di notte, sfruttando la loro visione notturna, l'udito e l'olfatto. La tigre predilige cervi e cinghiali, il leone gli gnu e le zebre, e il leopardo le antilopi e le gazzelle in Africa e i cervi e le scimmie in Asia. Comunque tutti e tre sono capaci di accontentarsi di animali molto più piccoli, così come in grado di buttare a terra bestie ben più poderose (come i bufali). Anche gli habitat delle tre specie variano: la tigre è un tipico animale della giungla fitta, ambiente in cui può sfruttare la sua colorazione mimetica (arancione con strisce nere) per confondersi con la vegetazione e avvicinarsi di soppiatto senza essere vista alle prede per poi coglierle di sorpresa; il leone è invece un predatore tipico delle zone aperte come le savane, le praterie e le boscaglia rade e cespugliose, dove può mimetizzarsi grazie alla sua pelliccia (che può essere ocra, color sabbia, giallo scura o marrone chiara, comunque unicolore per meglio confondersi con l'ambiente) e sfruttare lo spazio aperto per meglio organizzare e mettere in atto le manovre di caccia collettiva (è l'unico felino che vive stabilmente in branchi); il leopardo è invece un opportunista e, pur prediligendo gli habitat alberati in cui può mettere in atto le sue grandi abilità di arrampicatore, può vivere tranquillamente anche in quasi tutti gli altri ambienti: savana, prateria, steppa, deserto, ambienti montani, persino le coste. Alla pari degli altri felidi, la tigre e il leopardo sono animali solitari, mentre il leone, come già detto prima, è l'unico della sua famiglia a vivere in veri e propri branchi. I branchi sono formati da 5 a 30 esemplari: in genere da 1 fino a 4 maschi, da due fino a 9 femmine e dai cuccioli.

I Grandi felini
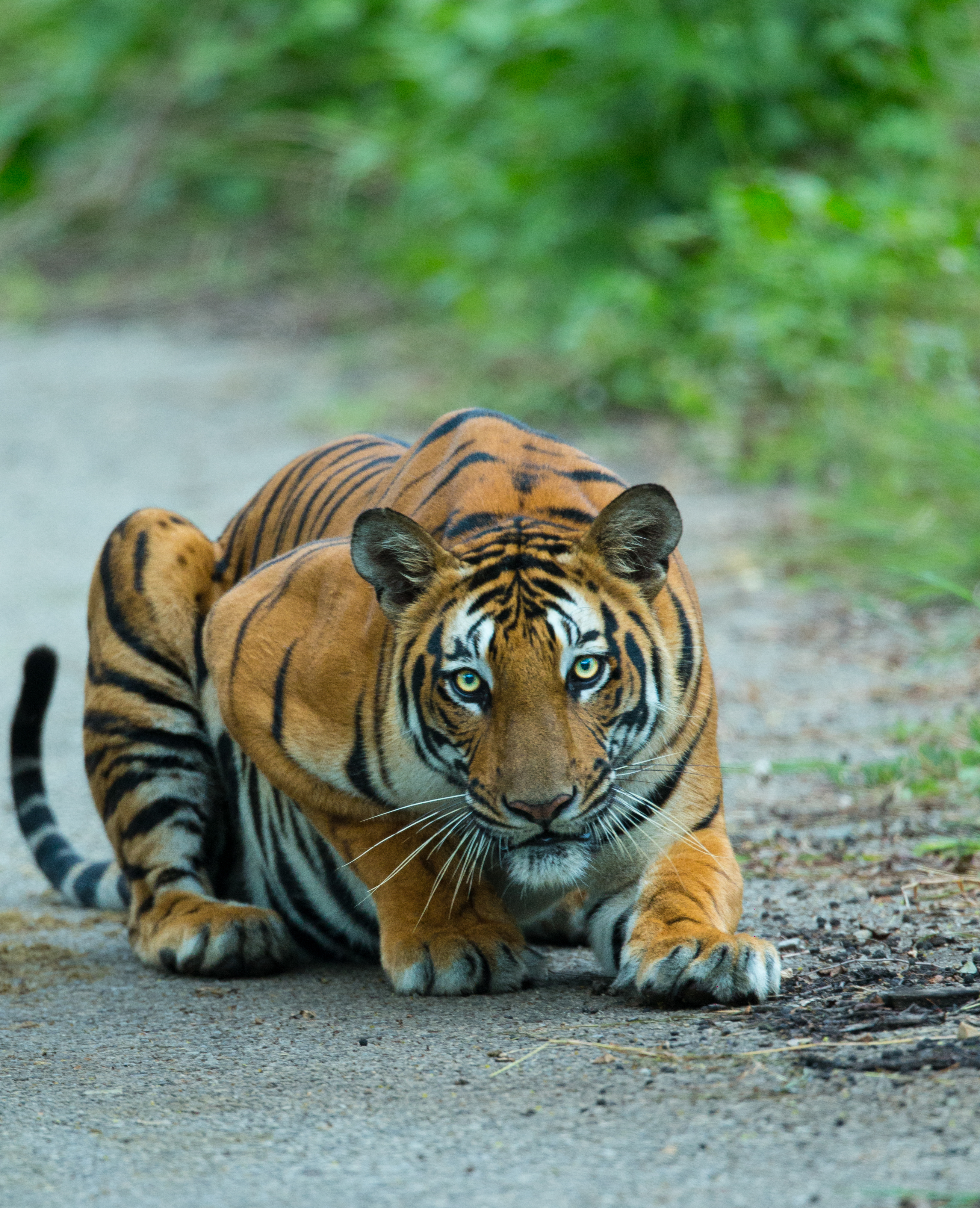
Tigre.
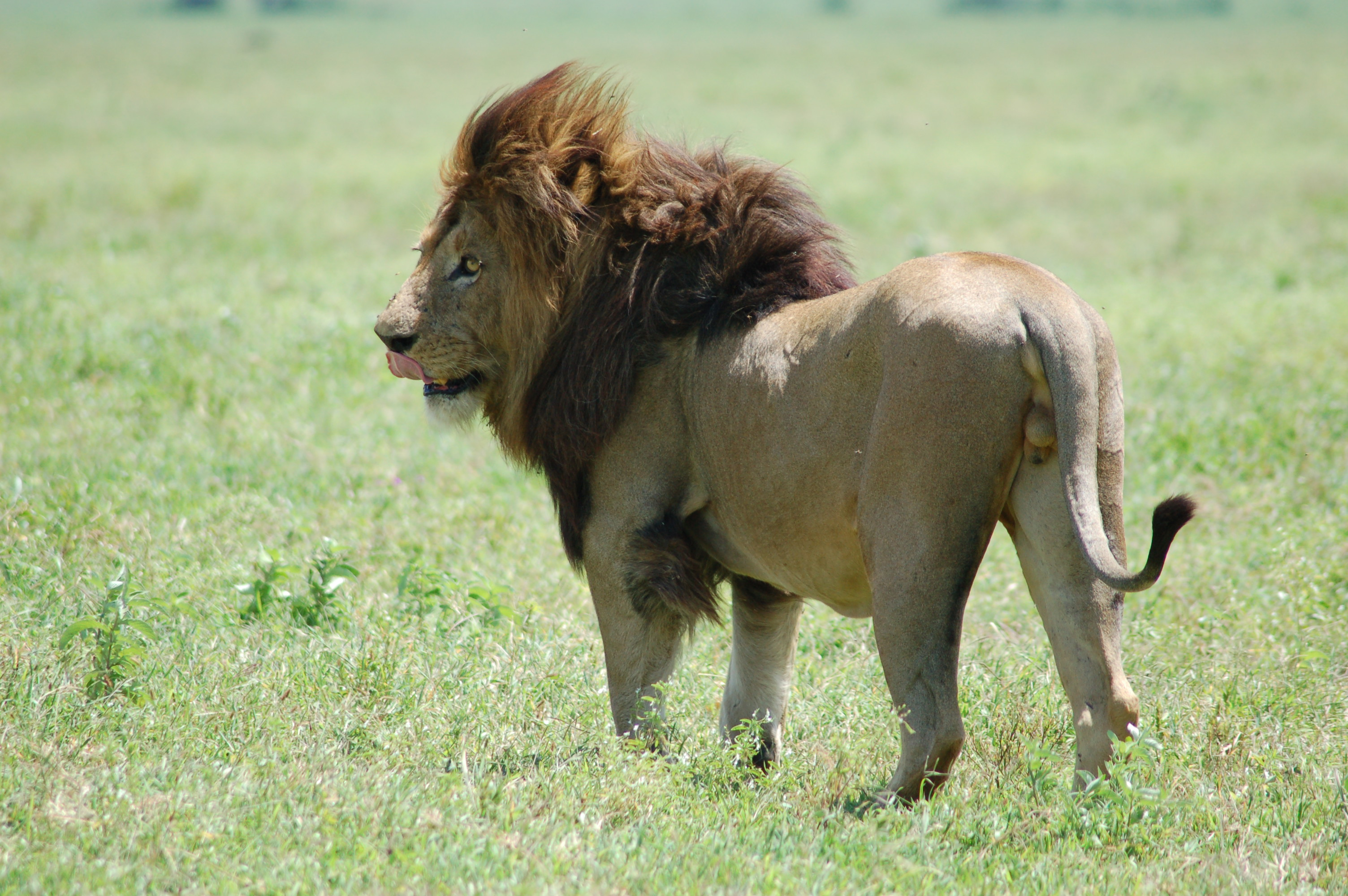
Leone.
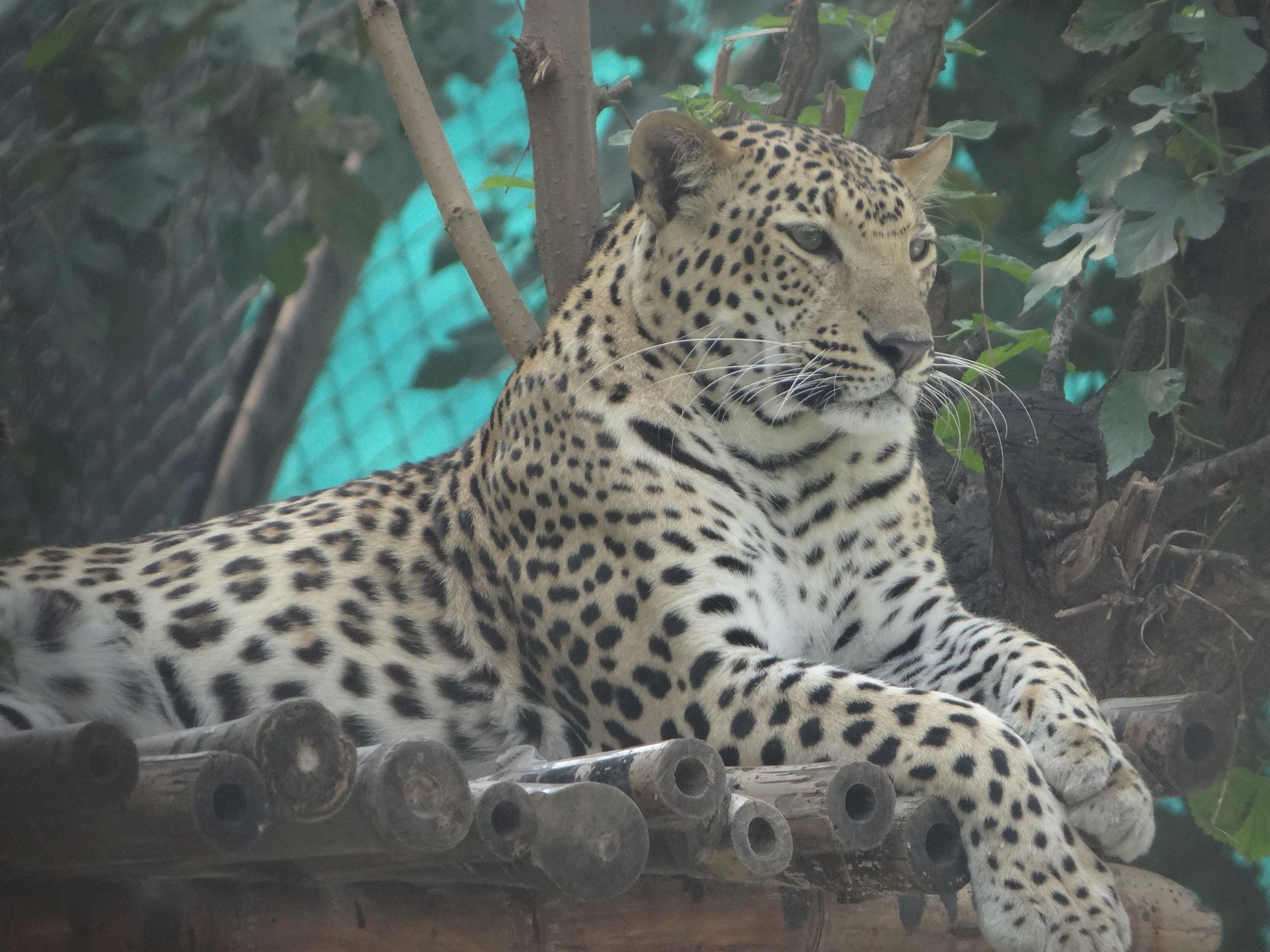
Leopardo.

## Storia
Fin dai suoi primordi, l'uomo ha sempre avuto una stretta relazione con i grandi felini: sono stati ritrovati resti fossili di ominidi con evidenti segni circolari sul cranio, segni che corrispondevano perfettamente alle zanne del leopardo che, con tutta probabilità, era il più accanito predatore degli antichi ominidi. La caccia ai grandi felini era dunque un'azione necessaria per l'autodifesa; nulla toglie comunque al fatto che probabilmente, in tempi di magra, gli uomini uccidessero questi animali per cibarsene, o che il fatto di riuscire a cacciarli con successo aumentasse il prestigio sociale del cacciatore, in quanto si trattavano comunque di belve temibili e pericolose.
Con l'invenzione di armi sempre più tecnologiche e con l'avanzare dell'allevamento, il ruolo dei grandi felini nella cultura cambiò radicalmente: ora non erano più visti come dei mangiatori d'uomini o dei concorrenti per la selvaggina, quanto piuttosto come un grande pericolo per il bestiame, e perciò da essere sterminati. Il declino dei grandi felini (in particolare dei leoni asiatici) cominciò proprio quando comparvero grandi civiltà come quelle sumere e babilonesi.
Con l'avanzare della storia la caccia ai grandi felini perse sempre più il suo significato originale: già nel periodo greco classico, la caccia al leone (unico grande felino rimasto in Europa e conosciuto dai Greci antichi) era considerato un lusso per un'elite di pochi aristocratici. Come quella a praticamente tutti i grandi e pericolosi animali selvatici (tra cui orsi, cinghiali, cervi, lupi, elefanti ecc.), la caccia ai grandi felini si ridusse a uno status symbol per i più nobili, ricchi e agiati.
Oggigiorno, dove possibile praticarla, la caccia è praticata attraverso ideali tipi di fucili, come l'Express, adatti alla caccia a prede selvatiche di grossa mole. La caccia ai grandi felini è vietata in tutta l'Asia (le popolazioni sono troppo ridotte per poterla sopportare) e in alcuni stati africani, mentre negli stati dello stesso continente in cui è permessa è comunque molto controllata e regolamentata. Purtroppo in entrambi i continenti è molto attivo il bracconaggio nei confronti di questi animali, che ne minaccia in modo grave la sopravvivenza.